# 香港發明協會
香港發明協會（Hong Kong Invention Association Ltd），前名叫香港發明家協會有限公司（Hong Kong Inventors Association Ltd）是1996年由當年瑞士國際發明家联盟組織（International Federation of Inventors Associations，簡稱IFIA）會長Mr.Farag Moussa鼓勵成立為一個非牟利服務團體。
該會現在亦要利用發明來把訊息向地球上任何角落的關心者傳送，期望將來能與關心者互相合作，推出更多的發明成果，貢獻社會和國家。

## 宗旨
創會宗旨在提倡創新發明，保護發明人權益，促進工商經濟效益。香港是個急功求利搵快錢的商業都市，對於提倡發明創新反應冷淡，所以在推動工作方面並不容易，而在每年施政報告中亦未見將此項關鍵香港未來興衰的基礎工作加以重視及協助，至為可惜。故該會近年不斷有中外各類有心機的人才入會尋求發展，最近更有實用創新發明面世。